# Kabinett Heine
Das Kabinett Heine bildete die zweite Landesregierung des Freistaates Anhalt 1918–1919.
Die Landesregierung war Nachfolgerin vom Kabinett Gutknecht (aus SPD und DDP) und wurde ebenfalls aus den Parteien SPD und DDP gebildet. Der Ministerpräsident Wolfgang Heine war ab Dezember 1918 zeitgleich bis März 1919 preußischer Justizminister. Mit seinem Ausscheiden aus der Nationalversammlung ging auch das Ende des Kabinetts Heine einher. Unter Heinrich Deist wurde anschließend das Kabinett Deist I gebildet.
Nach der Landtagswahl Mitte Dezember 1918 bildete das Kabinett den ersten Landtag.
| Kabinett Heine – 14. November 1918 bis 23. Juli 1919 \| Amt \| Name \| Partei \| Zurückliegende Kabinettszugehörigkeit \| \| -------------------------------- \| ----------------------------------------------------------------------------------- \| --------------- \| ------------------------------------- \| \| Vorsitzender (Ministerpräsident) \| Wolfgang Heine \| SPD \| - \| \| Staatsräte \| Heinrich Deist Wilhelm Voigt Dr. Hermann Cohn Josef Lux Richard Paulick Fritz Hesse \| SPD DDP SPD DDP \| Kabinett Gutknecht - \| |                                                                                     |                 |                                       |
| Amt | Name                                                                                | Partei          | Zurückliegende Kabinettszugehörigkeit |
| Vorsitzender (Ministerpräsident) | Wolfgang Heine                                                                      | SPD             | -                                     |
| Staatsräte | Heinrich Deist Wilhelm Voigt Dr. Hermann Cohn Josef Lux Richard Paulick Fritz Hesse | SPD DDP SPD DDP | Kabinett Gutknecht -                  |